# Cẩm Y Chi Hạ
Cẩm Y Chi Hạ (tiếng Trung: 锦衣之下; bính âm: Jin Yi Zhi Xia; tiếng Anh: Under The Power), là một bộ phim cổ trang của Trung Quốc đại lục năm 2019 lấy bối cảnh triều Minh, được cải biên từ tiểu thuyết cùng tên của Lam Sắc Sư (蓝色狮). Với sự tham gia của các diễn viên như Nhậm Gia Luân, Đàm Tùng Vận, Hàn Đống,... Bộ phim được khởi chiếu trên MangoTV và iQiyi bắt đầu từ ngày 28 tháng 12 năm 2019. Bộ phim cũng được phát sóng trên LiTV và các nền tảng mạng khác.

## Nội dung phim
Nữ bộ khoái Lục Phiến Môn Viên Kim Hạ (Đàm Tùng Vận) vốn có thiên phú dị bẩm, vì một vụ án lại gây thù kết oán với Cẩm Y Vệ Lục Dịch (Nhậm Gia Luân) tính cách tàn nhẫn. Viên Kim Hạ những tưởng cuộc đời này bọn họ sẽ không còn gặp nhau, chẳng ngờ oan gia ngõ hẹp thiên ý trêu người.
Mười vạn lượng tu sửa công trình không cánh mà bay, Viên Kim Hạ phụng mệnh xuống Dương Châu tra án cùng Lục Dịch, tìm về khoản ngân lượng bị mất cho triều đình. Bọn họ vốn là quan điểm bất đồng khó lòng hợp tác, lại bởi vì vụ án này mà liên thủ. Từ chỗ như nước với lửa lại dần dần phải nhìn đối phương bằng con mắt khác, lại dần dần cầm lòng không đậu, bánh xe vận mệnh xoay tròn đưa họ đến với nhau.
Tuy nhiên ông trời không chiều lòng người, Kim Hạ chính là cô nhi còn lại từ vụ án Hạ Nhiên năm nào, gánh trên lưng mối huyết thù của gia tộc, tưởng như giữa nàng và Lục Dịch trải ra vô vàn ngăn cách. Cuối cùng, trải qua cực khổ, vì cứu bách tính, kháng giặc Oa, trừ gian nịnh, bọn họ buông xuống thù hận, liên thủ để đối đầu kẻ địch, phá tan gông xiềng thế tục, dũng cảm đến bên nhau.

## Phân vai

### Diễn viên chính
| Diễn viên      | Vai diễn                  | Giới thiệu |
| -------------- | ------------------------- | --- |
| Nhậm Gia Luân  | Lục Dịch (陆绎)           | Lục Dịch, tự Ngôn Uyên, con trai của Chỉ huy sứ Cẩm Y vệ Lục Đình. Tòng thất phẩm Kinh lịch, sau thăng Chính tứ phẩm Thiêm sự. Văn võ song toàn. Thân là Cẩm y vệ, nên anh luôn nghiêm túc, tác phong làm việc lạnh lùng, thủ đoạn tàn độc, cho nên bị người ta gọi là Lục diêm vương. Mặc dù bình thường nhìn anh lạnh như băng, nhưng trong lòng luôn có một trái tim ấm áp. Đem lòng yêu mến Viên Kim Hạ.                                                                               |
| Đàm Tùng Vận   | Viên Kim Hạ (袁今夏)      | Nữ bộ khoái Lục phiến môn, là cô nhi. Có tình tình hoạt bát, tinh quái ranh ma. Thuở nhỏ được Viên Trần thị nuôi dưỡng, luôn có ý muốn tìm kiếm tung tích của cha mẹ ruột. Đồ đệ của Dương Trình Vạn, am hiểu thuật truy tung, cũng yêu thích nghiên cứu hỏa khí, thường xuyên dùng súng cầm tay công kích kẻ địch. Là bạn thở nhỏ của Tạ Tiêu, bị gọi là Viên Đại Hà. Yêu tiền như mạng. Thích Lục Dịch.                                                                                  |
| Hàn Đống       | Nghiêm Thế Phiên (严世蕃) | Con trai của Nghiêm Tung, người khác thường gọi Tiểu các lão, Chính tam phẩm Công bộ Tả thị lang. Tính cách hay thay đổi thất thường, lại thích thu thập tranh chữ và đồ cổ. Cũng thích vơ vét không ít mỹ nữ. Về sau cực kỳ thích chống đối với Lục Dịch. Con mắt năm ấy bị Lâm Lăng đả thương, bởi vậy đối với nàng ái mộ không thôi. |
| Lộ Hoằng       | Dương Nhạc (杨岳)         | Bộ khoái Lục phiến môn, con trai của Dương Trình Vạn, sư huynh của Viên Kim Hạ. Thái độ làm người cẩn thận. Nấu ăn rất ngon. Sau đem lòng ái mộ Thương Quan Hi. |
| Diệp Thanh     | Thượng Quang Hi (上官曦)  | Đường chủ của Ô An bang Chu Tước đường, sư tỷ của Tạ Tiêu. Băng tuyết thông minh, võ công cao cường. Do sư đệ Tạ Tiêu từng cứu nàng cho nên đem lòng ái mộ. Ba năm trước từng có hôn ước với Tạ Tiêu nhưng hắn lại không có tình cảm nam nữ với nàng. Sau bị tình cảm chân thành của Dương Nhạc làm cảm động. Bằng hữu với Địch Lan Diệp, nhưng bất mãn vì Địch Lan Diệp quá ngoan độc bởi vậy đoạn giao. Nhưng về sau nàng gặp nguy kịch, được Địch Lan Diệp cứu.                         |
| Diêu Dịch Thần | Tạ Tiêu (谢霄)            | Ô An Bang Thiếu bang chủ, sư đệ của Thương Quan Hi. Thái độ làm người chân thành, trượng nghĩa, nhưng lại không biết dùng não cho nên gặp phải không ít chuyện phiền toái. Là bạn thuở nhỏ của Viên Kim Hạ, lúc còn bé rất mập mạp nên bị gọi là Tạ viên viên (Tạ tròn tròn). Không có tình cảm nam nữ với Thượng Quan Hi, nên đã đào hôn. Sau khi trở lại Dương Châu lại lần nữa gặp Viên Kim Hạ, cũng yêu thương nàng. Luôn bất mãn thái độ của Lục Dịch, thường xuyên đấu khẩu với hắn. |

### Diễn viên khác
| Diễn viên                  | Vai diễn                 | Giới thiệu |
| -------------------------- | ------------------------ | --- |
| Hoàng Do Khải (黄由启)     | Sầm Phúc (岑福)          | Giáo úy của Cẩm y vệ. Từ nhỏ được Lục Đình thu dưỡng, sau trở thành thuộc hạ của Lục Dịch, luôn trung thành tận tâm. Tên trước kia là Sầm A Phúc. |
| Tập Tuyết (习雪)           | Lâm Lăng (林菱)          | Đệ tử của Dược Vương cốc, sư muội của Cái Thúc. Y thuật cao minh, rất có kinh nghiệm đối với việc giải độc. Trước kia bởi vì án Hạ Nhiên mà cả nhà bị diệt môn, do sợ bị quan gia phát hiện nên luôn ẩn cư tại Phong Lâm ao. Tuy có lời thề không cứu người nhà quan, nhưng khi gặp Lục Dịch nguy kịch, bà vẫn ra tay giúp đỡ. Có thù diệt môn với Nghiêm Thế Phiên. Nhưng cũng là người mà Nghiêm Thế Phiên đem lòng thương yêu. Là thân muội muội của mẹ Viên Kim Hạ. |
| Lý Đình Triết (李亭哲)     | Cái Thúc (丐叔)          | Đường thúc của Lục Đình, đường gia gia của Lục Dịch. Đệ tử của Dược Vương cốc, sư huynh của Lâm Lăng, am hiểu chế độc. Thích Lâm Lăng. |
| Hàn Thừa Vũ (韩承羽)       | Lam Thanh Huyền (蓝青玄) | Đệ tử Đan Thanh các, sư phụ của Tiểu Tân. Thường xuyên bị Viên Kim Hạ gọi là Lam lừa đảo. Sau quen biết Lục Dịch, trở thành huynh đệ tốt. Được Lục Dịch kết hợp với Từ Kính an bài nhập cung, cùng nhau đối phó Nghiêm Thế Phiên. Sau bị Nghiêm Thế Phiên hãm hại phải vào đại lao Hình bộ, vì giúp Lục Dịch đánh bại Nghiêm Thế Phiên mà dùng kiếm tự sát. |
| Lưu Uy (刘威)              | Lục Đình (陆廷)          | Cha của Lục Dịch, Chỉ huy sứ Cẩm y vệ, rất được Hoàng đế trọng dụng. Tình cảm phụ tử với Lục Dịch không tốt. Bởi vì là người quá tự phụ, không thể chịu được cảnh bản thân phải quỳ xin Hạ Nhiên tha thứ nên liên hợp với Nghiêm Thế Phiên đối phó Hạ Nhiên. Nhưng về sau hối hận không thôi. Sau này vì bị bệnh mà qua đời. Trước khi chết đã bố cục tỉ mỉ nhiều chi tiết khiến Nghiêm gia bị bất lợi, giao chứng cứ cho Lục Dịch. |
| Quách Hiểu Phong (郭晓峰)  | Dương Trình Vạn (杨程万) | Vốn tên Dương Lập. Là Tổng bổ đầu Lục Phiến môn, cha của Dương Nhạc, sư phụ của Viên Kim Hạ. Có thuật truy tung rất lợi hại. Đã từng đảm nhiệm chức vị trong Cẩm y vệ, là thủ hạ đắc lực của Lục Đình. Sau án Hạ Nhiên, rời khỏi Cẩm y vệ, đảm nhận chức Tổng bổ đầu Lục Phiến môn. |
| Vạn Đồng (万潼)            | Địch Lan Diệp (翟兰叶)   | Đem lòng yêu thích Nghiêm Thế Phiên, nhưng bởi vì bàn chân quá dài mà không thể trở thành nữ nhân của hắn. Là bằng hữu của Thượng Quan Hi, nhiều lần giúp đỡ khi Thượng Quan Hi gặp nạn. Cha nàng từng là người trong giang hồ, từ nhỏ đã học phi châm, sau bị diệt môn. Nàng trở thành học đồ của Xuân Hỉ ban, cũng thích sư huynh là Vân Giả Nguyệt, nhưng bị hắn lợi dụng, nàng phát hiện liền giết chết Vân Giả Nguyệt. Về sau, Địch Lan Diệp ghen tị Lâm Lăng được Nghiêm Thế Phiên hết lòng thương yêu, làm trái mệnh lệnh của Nghiêm Thế Phiên muốn sát hại Lâm Lăng, bị phát hiện, nàng bị hắn xem như lễ vật mang tặng Mao Hải Phong. Sau trở về liên kết với nhóm người của Lục Dịch trả thù Nghiêm Thế Phiên. |
| Đinh Dũng Đại (丁勇岱)     | Gia Tĩnh                 | Ông là vị Hoàng đế thứ 12 của nhà Minh. Trời sinh tính tình đa nghi, muốn được trường sinh bất lão, cả đời yêu mến luyện đan, tôn trọng đạo giáo. |
| Lý Thành Nho (李诚儒)      | Nghiêm Tung (严嵩)       | Cha của Nghiêm Thế Phiên, Thủ phụ Chính nhất phẩm Nội các. Trong triều là quyền thần có quyền cao chức trọng, sau bị Gia Tĩnh hoàng đế bãi quan, cho trở về quê hương. |
| Dương Bình Hữu (杨平友)    | Từ Kính (徐敬)           | Thứ phủ Tòng nhất phẩm Nội các kiêm Lễ bộ Thượng thư, sau Nghiêm đảng bị loại trừ, ông trở thành Thủ phủ Chính nhất phẩm Nội các. Hợp tác cùng với Lục Dịch loại trừ Nghiêm đảng. Khi án Hạ Nhiên xảy ra, ông không nói một lời giúp đỡ, nhưng khi Lục Dịch ở trong ngục, nhận được ủy thác của Viên Kim Hạ thì liều chết cầu tình cho Lục Dịch, cho nên Lục Dịch mới được miễn tử hình. |
| Lương Tĩnh Thần (梁靖晨)   | Mao Hải Phong (毛海峰)   | Thủ lĩnh giặc Oa, người khác thường gọi Mao đại đương gia. Quan hệ hợp tác với Nghiêm Thế Phiên. Sau bị Địch Lan Diệp bắt giao cho nhóm người của Lục Dịch. |
| Hoàng Tử Diệu (黄子耀)     | Đổng Tề Thành (董齐盛)   | Trại chủ của Đổng gia thủy trại. Là người đê tiện vô sỉ. Thích Thượng Quan Hi. Sau Đổng gia thủy trại bị diệt, gia nhập dưới trướng Mao Hải phong, trở thành Nhị đương gia. |
| Hàn Minh Hi (韩明熙)       | Nghiêm Phong (严风)      | Thủ hạ đắc lực, luôn trung thành tận tâm với Nghiêm Thế Phiên. |
| Trương Nghệ Doanh (张艺赢) | Thuần Vu Mẫn (淳于敏)    | Biểu muội của Lục Dịch. Từ đầu chung tình với Kim Hạ (do nữ cải nam trang), lúc biết được Kim Hạ là nữ thì không cam lòng, hãm hại Kim Hạ. Bị bắt thành thân với Tư Mã Trường An (thế thân của Nghiêm Thế Phiên), trở thành gian tế ẩn nấp bên nhóm người Lục Dịch, bị Nghiêm Thế Phiên sai giết chết Kim Hạ nhưng không thành. Về sau vì hộ thành Hàng Châu mà chết, trước khi chết đã nhận lỗi với Kim Hạ. |

## Nhạc phim
Bài hát chủ đề "Nguyện" là một trong mười OST hay nhất của năm 2020 do CCTV-8 đánh giá.
| Tên ca khúc      | Phân loại         | Sáng tác      | Biểu diễn                  |
| ---------------- | ----------------- | ------------- | -------------------------- |
| Nguyện (愿)      | Ca khúc chủ đề    | Thôi Bác      | Châu Thâm                  |
| Tâm Tường (心墙) | Ca khúc cuối phim | Chu Vân Biên  | Nhậm Gia Luân              |
| Kim Hạ (今夏)    | Nhạc đệm          | Vương Tử Hách | Đàm Tùng Vận               |
| Thán (嘆)        | Nhạc đệm          | Vương Tử Hách | Diệp Thanh, Triệu Thiên Vũ |